# Steginoporella crassa
Steginoporella crassa is een mosdiertjessoort uit de familie van de Steginoporellidae. De wetenschappelijke naam van de soort is, als Biflustra crassa, voor het eerst geldig gepubliceerd in 1881 door Haswell.